# Bandera mapuche
Bandera mapuche es cada una de las banderas usadas como emblema y símbolo por comunidades y organizaciones mapuche tanto de Chile como de Argentina. Por otro lado, existen diversas banderas que representan las distintas comunidades y territorios mapuches en Chile.

## Banderas ancestrales

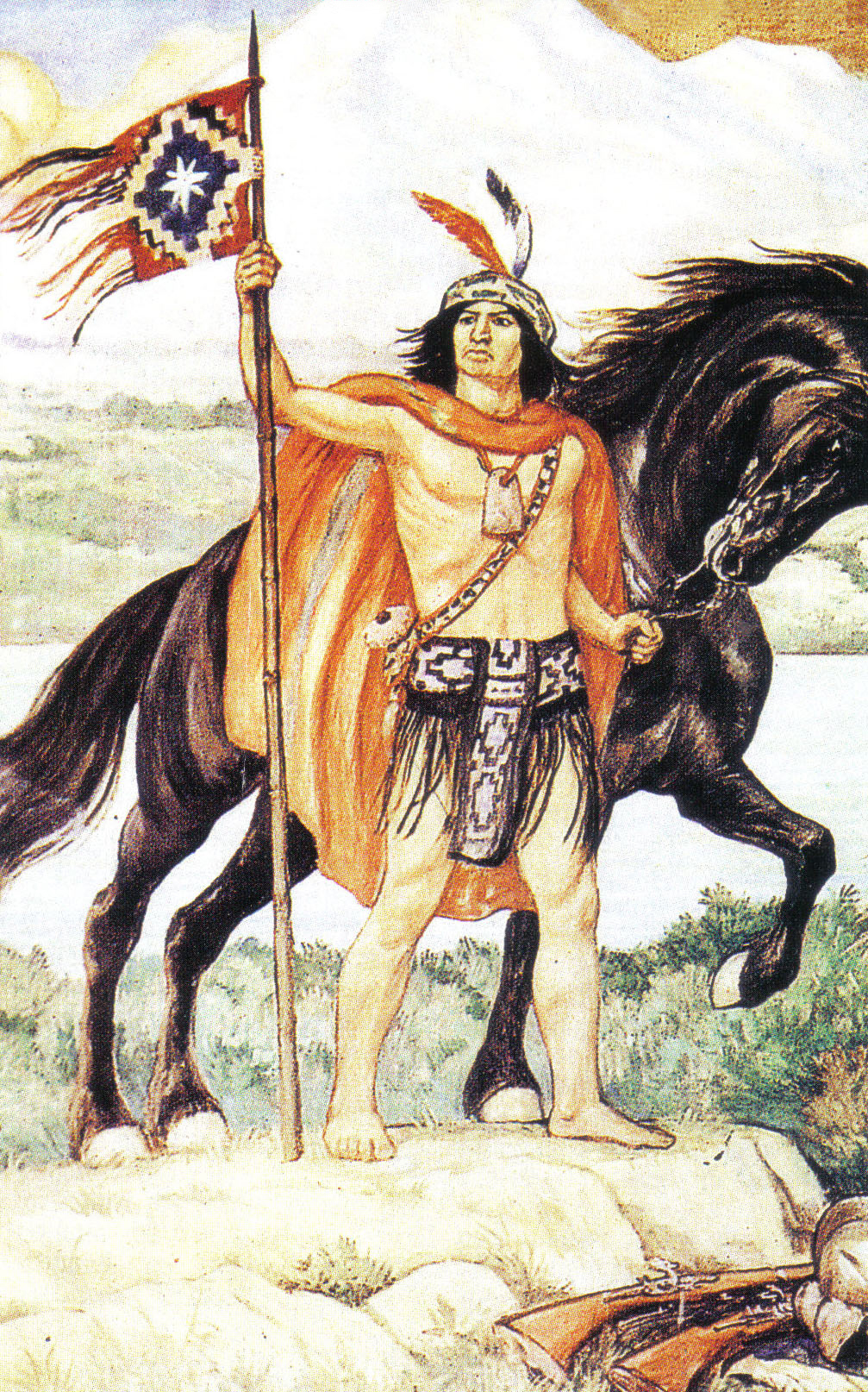
Bandera mapuche según la obra El joven Lautaro (1946) de fray Pedro Subercaseaux

Bandera según una crónica de 1839, posiblemente utilizada por tropas mapuches a comienzos del siglo XVIII

Bandera según obra de 1946 de fray Pedro Subercaseaux

La utilización de banderas como forma de representar a personas, Estados o naciones es una costumbre iniciada en Europa y China, por lo que es poco probable que, antes de la llegada de los conquistadores hispanos, existiesen este tipo de distintivos.
Los primeros registros sobre el posible uso de banderas por parte de los pueblos aborígenes se remontan a las crónicas españolas durante la Guerra de Arauco.[cita requerida] Antes de eso, en el Canto XXI del poema épico La Araucana (1569), Alonso de Ercilla describió a un guerrero llamado Talcahuano, habitante de las tierras cercanas a la actual ciudad que lleva su nombre, quien era seguido por tropas que portaban emblemas azules, blancos y rojos.
| Pasó tras éste luego Talcahuano, [...] cubierto de altas plumas, muy lozano, siguiéndole su gente de pelea, por los pechos al sesgo atravesadas bandas azules, blancas y encarnadas. Canto XXI, La Araucana (1569). |

Descripciones realizadas ya avanzado el siglo XVIII documentan que las huestes mapuches utilizaban dos banderas, de cuya antigüedad no hay certeza:
- Según una crónica de 1839, la primera de ellas estaba compuesta por una estrella blanca sobre fondo azul,[4] similar al cantón de la actual bandera chilena, y habría sido utilizada por tropas mapuches a comienzos del siglo XVIII.
- La segunda de ellas aparece siendo ondeada por el cacique Lautaro (c. 1534-1557) en su representación artística más conocida, El joven Lautaro (1946), creada por fray Pedro Subercaseaux;[5] tenía una blanca estrella de ocho puntas centrada en una cruz o estrella escalonada azul orlada de blanco sobre un fondo rojo.[6]

La estrella octogonal usada en estas banderas —representación de Wünelfe, el lucero o Venus en la iconografía mapuche— habría sido el origen de la estrella en la actual bandera chilena. Según el político Bernardo O'Higgins, quien ordenó su construcción, la estrella de la bandera era la «estrella de Arauco». Aunque actualmente la bandera chilena presenta en pentagrama, en los diseños originales de esta se incluía un asterisco de ocho puntas inserto en el centro de la estrella, símbolo del Wünelfe o guñelve, representando la combinación de las tradiciones europea e indígena. Sin embargo, con el paso del tiempo, el diseño se simplificó quedando únicamente la estrella principal. Según la antropóloga Natalia Caniguan, tiene una dimensión ceremonial y espiritual. Según el profesor Miguel Melin, retrata la primera estrella visible al amanecer, que trae la llegada del Sol desde el este, punto de referencia primordial para la cosmovisión mapuche. Su izamiento está autorizado durante ocho fechas anualmente en la Municipalidad de Temuco, capital de la Región de La Araucanía.

## Antiguas banderas institucionales

### Bandera del Reino de la Araucanía y la Patagonia
El francés Orélie Antoine de Tounens, u Orélie-Antoine I, quien proclamó el no reconocido Reino de la Araucanía y la Patagonia, diseñó en 1861 una bandera que estaba formada por los colores azul, blanco y verde dispuestos en tres franjas horizontales.

Bandera del Reino de la Araucanía y la Patagonia.

### Bandera de la Federación Araucana
En 1934 la Federación Araucana, liderada por Manuel Aburto Panguilef, creó una bandera representativa de su organización, que a su vez buscaba ser el espacio de representación del pueblo mapuche de la época. Esta bandera fue utilizada hasta mediados de la década de 1940, pero su uso no fue seguido por otras organizaciones.

Bandera de la Federación Araucana

## Banderas del Consejo de Todas las Tierras

### Wenufoye

Bandera Wenufoye creada en 1992 por la organización Consejo de Todas las Tierras; principal símbolo del movimiento político de «autodeterminación mapuche», en Chile (principalmente) y el suroeste de Argentina.

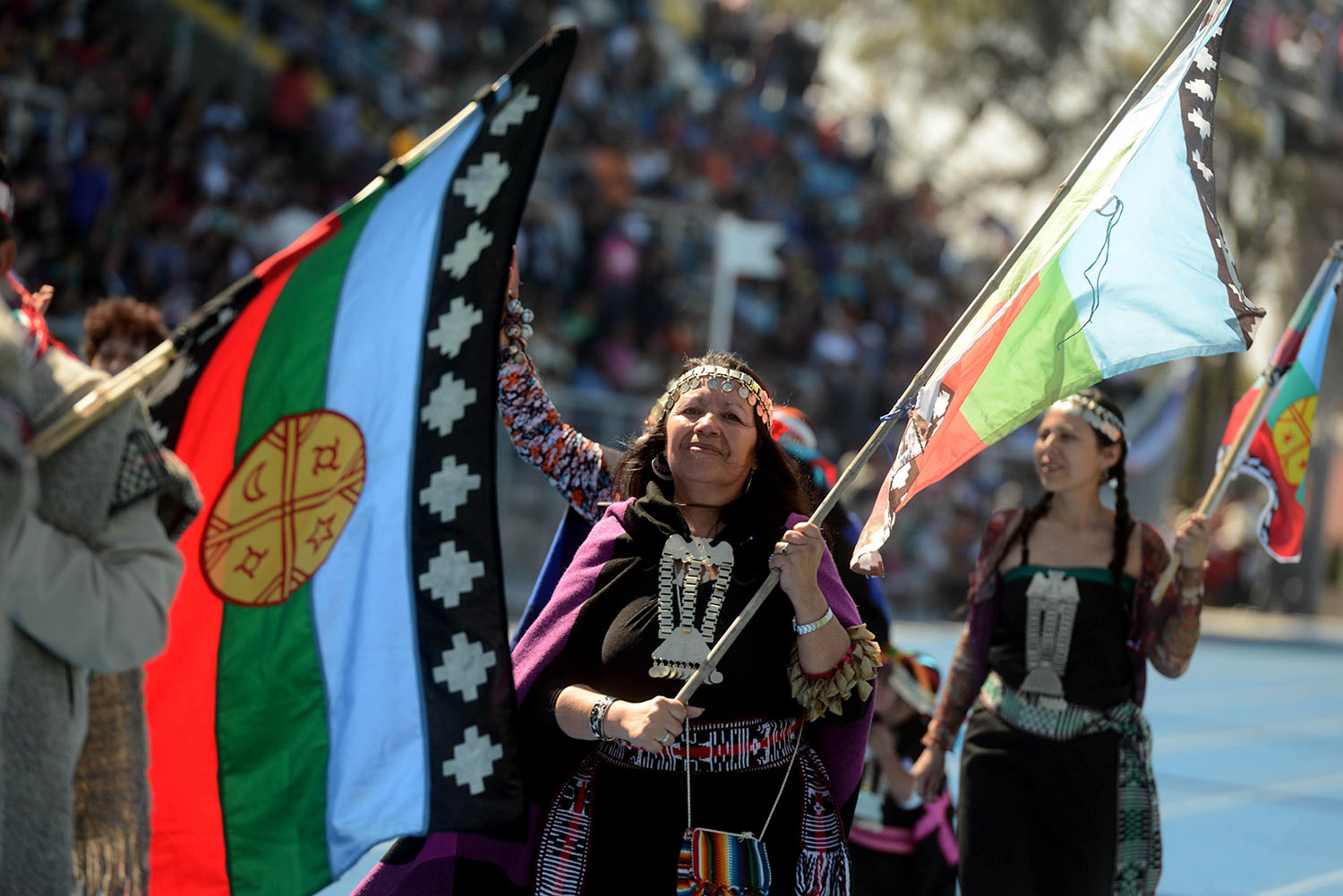
Mapuches portándola en 2014.

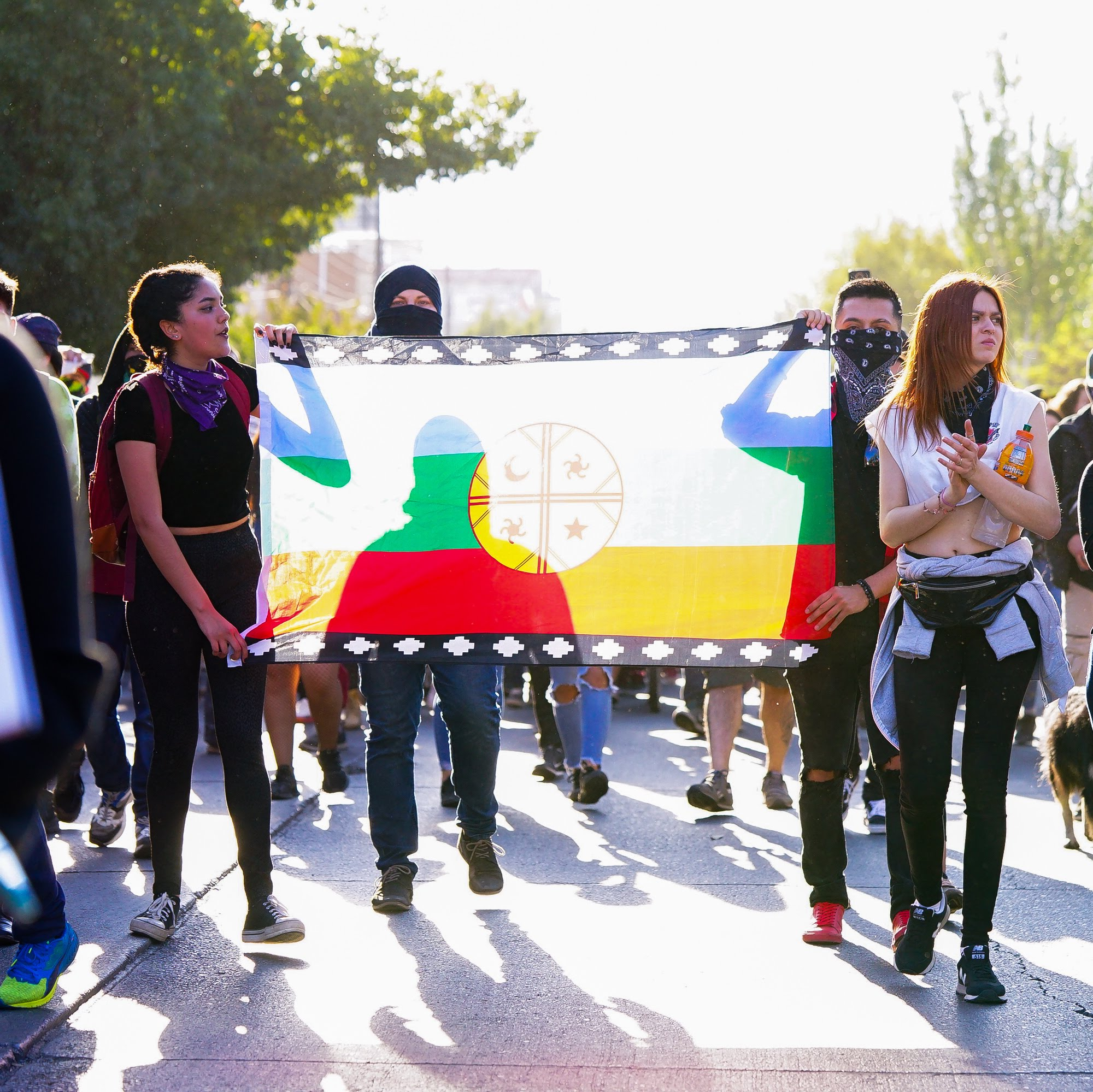
La bandera mapuche contemporánea ha sido protagonista de las manifestaciones en Chile en octubre de 2019.

En 1985 la agrupación Admapu aprobó la idea de crear un símbolo o emblema representativo del pueblo mapuche. Sin embargo, esto no logró concretarse durante este periodo.
En marzo de 1991, la organización mapuche Aukiñ Wallmapu Ngulam o Consejo de Todas las Tierras, escindida de Admapu, realizó un llamado para confeccionar la «bandera de la nación mapuche». Cerca de 500 diseños fueron presentados, de los cuales se seleccionó uno.
La «bandera de la nación mapuche» fue creada el 5 de octubre de 1992 y se la conoce como Wenufoye (‘Canelo del cielo’) —el canelo (Drimys winteri) es un árbol siempreverde que habita en gran parte del territorio de Argentina y Chile. Es uno de los árboles sagrados del pueblo mapuche y en su idioma se llama foye o foyke—. El 6 de octubre siguiente, cuando fue presentada en Temuco, fue puesta fuera de la ley por el gobierno democratacristiano de Patricio Aylwin.
Los colores y las figuras de la bandera mapuche representan lo siguiente:
- Amarillo (chod): es el color que representa la renovación; símbolo del sol.
- Azul (kallfü): es el color que representa la abundancia, el orden, el universo y la vida; símbolo de la espiritualidad o lo sagrado.
- Blanco (lig): es el color que representa la curación, la limpieza y la longevidad; símbolo de la prosperidad y la sabiduría.
- Rojo (kelü): es el color que representa la fuerza y el poder; símbolo de la historia de lucha del pueblo mapuche y la memoria.
- Verde (karü): es el color que representa la fertilidad, la naturaleza o la tierra, y el poder de curación; símbolo de lo femenino.
- Cultrún (kultrung), el tambor mapuche; sobre su superficie plana, que representa la superficie de la Tierra, está dibujado el diseño circular de la cosmovisión mapuche: los cuatro puntos cardinales y entre ellos, el sol, la luna y las estrellas; símbolo del conocimiento del mundo.
- Guemil (ngümin), cruz o estrella escalonada —similar a la «cruz andina» o chacana— o rombo de borde zigzagueante: representa el arte de la manufactura, la ciencia y el conocimiento; símbolo del sistema de escritura.

Este pabellón está amparado por las normas de la «Ley Indígena» en 1993. Esta bandera ha sido ampliamente adoptada como símbolo del pueblo mapuche, como en el conflicto mapuche, y adoptada de manera oficial en algunas comunas chilenas para su uso junto a la bandera de Chile y la bandera de la localidad, como en los casos de Coyhaique y Padre Las Casas, entre otros. Según el historiador Fernando Pairican, fue fruto de un consenso entre comunidades de distintos territorios, con el objetivo de poner sobre la mesa las reivindicaciones mapuches.
A partir de 2010, mediante un dictamen de la Contraloría General de la República de Chile, se autorizó el izamiento de la bandera, emblema o escudo del pueblo mapuche junto a la bandera nacional. A partir de septiembre de 2011 una campaña entre los municipios de Chile estimuló el uso de las banderas de los pueblos indígenas en algunas festividades. Aucán Huilcamán, involucrado en la creación de esta bandera, anunció en junio de 2017 que pediría la derogación del decreto que autoriza el izamiento de la Wenufoye, porque considera que su fin es representar la lucha del pueblo mapuche, que no la pueden usar instituciones o municipios chilenos y que la Contraloría no tiene autoridad sobre su uso.

### Banderas de comunidades y territorios en Chile
Además del Wenufoye, en la misma ocasión en 1992 se crearon otras cinco banderas para representar los distintos territorios del pueblo mapuche en Chile.

Bandera mapuche del territorio huenteche.
Bandera mapuche del territorio huilliche.
Bandera mapuche del territorio lafquenche.
Bandera mapuche del territorio nagche.
Bandera mapuche del territorio pehuenche.

## Otras banderas

### Banderas huilliches

Bandera del Consejo General de Caciques de Chiloé.

En el territorio del archipiélago de Chiloé y en la provincia de Osorno, las distintas asociaciones de comunidades huilliches utilizan una serie de banderas distintivas que se diferencian de las utilizadas por el pueblo mapuche en otros lugares de Chile. Entre estas se cuentan:
- Consejo General de Caciques de Chiloé: Está dividida en tres franjas horizontales: la superior es azul, la intermedia café y la inferior verde. En la esquina superior izquierda se incluye una estrella amarilla de ocho puntas.
- Federación de Comunidades Huilliche de Chiloé: Está dividida en cuatro franjas horizontales: la superior es azul, la siguiente es amarilla, le sigue una franja café y la inferior es verde. En la esquina superior izquierda se incluye una estrella amarilla de ocho puntas.
- Asociación Indígena Urbana “José Antonio Huenteo Raín”: Está dividida en tres franjas horizontales: la superior es azul, la intermedia café y la inferior verde. En medio de la bandera se incluye una estrella amarilla de siete puntas que cubre parcialmente las tres franjas.
- Junta General de Caciques de la Fütawillimapu: Esta organización basada en la provincia de Osorno adoptó una bandera divida en dos bandas horizontales, y que recibe el nombre de Müpütuwe Ünen Triwe. La mitad superior es azul, e incluye una representación de la luna y el sol. La mitad inferior es café, y entre medio de ambas franjas se incluye árbol de laurel (triwe) acompañado de una llama de fuego en la raíz.[21]

### Bandera mapuche-tehuelche

Bandera del pueblo mapuche-tehuelche.

Fue creada en 1987 por Julio Antieco, quien empezó las gestiones con comunidades mapuches para confeccionar una bandera que representase al pueblo mapuche-tehuelche.
El 3 de agosto de 1991, en la Primera Reunión Provincial de Caciques y Comunidades Aborígenes, realizado en Trevelin, expresó la intención de crear un símbolo común. Por medio de la ley 4072, publicada el 5 de abril de 1995, la Provincia del Chubut la reconoció como «símbolo y emblema de las Comunidades Aborígenes de la Provincia». La bandera lleva los colores amarillo, blanco y azul y una punta de flecha.
La bandera ha cobrado oficialidad por parte del Ministerio de Educación Argentino que ha permitido su izamiento en escuelas de la región y en importantes oportunidades para el pueblo mapuche-tehuelche.
Los colores de la bandera representan:
- Amarillo: el sol.
- Azul: el cielo.
- Blanco: color del caballo sagrado en la rogativa.
- Flecha simboliza la guerra —cuando el pueblo mapuche-tehuelche recupere su dignidad como pueblo originario y no esté en guerra, se removerá esta flecha—.